# Mistrzostwa świata w szachach 1984
Mistrzostwa świata w szachach 1984 – mecz szachowy, pomiędzy aktualnym mistrzem świata – Anatolijem Karpowem, a zwycięzcą meczów pretendentów – Garrim Kasparowem, rozegrany w Moskwie od 5 września 1984 do 8 lutego 1985 r. pod egidą Międzynarodowej Federacji Szachowej FIDE. 
Przy stanie 5:3 dla Karpowa - Florencio Campomanes - prezydent Międzynarodowej Federacji Szachowej FIDE podjął kontrowersyjną decyzję - przerwał mecz.
Mecz został powtórzony i rozegrany na innych zasadach (m.in. ograniczono limit partii do 24).

## Zasady
Mistrzem świata miał zostać ten zawodnik, który wygra 6 partii. Sędzią głównym był Svetozar Gligorić.

## Przebieg meczu
Mecz w 1984 roku pomiędzy Kasparowem a Anatolijem Karpowem był najbardziej kontrowersyjnym meczem o mistrzostwo świata w historii. Regulamin meczu nie ograniczał liczby rozegranych partii, grano do sześciu zwycięstw. Karpow rozpoczął mecz w doskonałej formie, po dziewięciu partiach miał cztery wygrane i żadnej przegranej. Spodziewano się szybkiego zwycięstwa Karpowa 6-0 w co najwyżej osiemnastu partiach. Jednak Kasparow dzielnie stawiał opór, remisując siedemnaście kolejnych partii. Karpow wygrał następną i był już o krok od wygrania całego meczu. Nastąpiła kolejna seria remisów, aż w końcu Kasparow wygrał trzydziestą drugą partię. Karpow, o dwanaście lat starszy od swego oponenta, wyglądał już na kompletnie wyczerpanego, w niczym nie przypominał zawodnika, który rozpoczął mecz serią zwycięstw. Po kolejnych czternastu remisach Kasparow odniósł dwa zwycięstwa z rzędu. Po pięciu miesiącach zmagań, przy stanie 5-3 dla Karpowa mecz został przerwany przez prezydenta Międzynarodowej Federacji Szachowej Florencio Campomanesa i uznany za nierozstrzygnięty.
Przerwanie meczu wzbudziło spore kontrowersje. Na konferencji prasowej Campomanes tłumaczył swoją decyzję troską o stan zdrowia zawodników, jednak obaj uczestnicy wyrażali chęć kontynuowania meczu. Szczególnie Kasparow uważał się za pokrzywdzonego, ponieważ mimo niekorzystnego stanu meczu poczuł się faworytem, uzyskał psychiczną przewagę nad Karpowem i w drugiej fazie meczu grał pewniej od przeciwnika. Dziennikarze komentowali decyzję Campomanesa jako koło ratunkowe rzucone Karpowowi. Jedną z konsekwencji przerwanego meczu była nieskrywana wrogość Kasparowa wobec Campomanesa, która zaowocowała w 1993 roku secesją Kasparowa z FIDE.
| Anatolij Karpow | 2700 | =  | =  | 1  | =  | =  | 1  | 1  | =  | 1  | =  | =  | =  | =  | =  | =  | =  | =  | =  | =  | =  | =  | =  | =  | =  |            |            |        |
| Garri Kasparow  | 2710 | =  | =  | 0  | =  | =  | 0  | 0  | =  | 0  | =  | =  | =  | =  | =  | =  | =  | =  | =  | =  | =  | =  | =  | =  | =  |            |            |        |
|                 |      | 25 | 26 | 27 | 28 | 29 | 30 | 31 | 32 | 33 | 34 | 35 | 36 | 37 | 38 | 39 | 40 | 41 | 42 | 43 | 44 | 45 | 46 | 47 | 48 | Zwycięstwa | Zwycięstwa | Punkty |
| Anatolij Karpow | 2700 | =  | =  | 1  | =  | =  | =  | =  | 0  | =  | =  | =  | =  | =  | =  | =  | =  | =  | =  | =  | =  | =  | =  | 0  | 0  | 5          | 5          | 25     |
| Garri Kasparow  | 2710 | =  | =  | 0  | =  | =  | =  | =  | 1  | =  | =  | =  | =  | =  | =  | =  | =  | =  | =  | =  | =  | =  | =  | 1  | 1  | 3          | 3          | 23     |